# Боровець (Браневський повіт)
Боровець (пол. Borowiec, нім. Borwalde) — село в Польщі, у гміні Пененжно Браневського повіту Вармінсько-Мазурського воєводства.
Населення — 16 осіб (2011).
У 1975-1998 роках село належало до Ельблонзького воєводства.

## Демографія
Демографічна структура станом на 31 березня 2011 року:
|          | Загалом | Допрацездатний вік | Працездатний вік | Постпрацездатний вік |
| -------- | ------- | ------------------ | ---------------- | -------------------- |
| Чоловіки | 9       | 3                  | 6                | 0                    |
| Жінки    | 7       | 2                  | 3                | 2                    |
| Разом    | 16      | 5                  | 9                | 2                    |